# Adolphe Amouroux
Charles Joseph Adolphe Amouroux, né le 12 avril 1836 à Perpignan (Pyrénées-Orientales) et mort le 18 août 1886 à Ciudad de Guatemala (Guatemala), est un notaire, journaliste et homme politique français royaliste. Personnalité marquante des mouvements conservateur et royaliste dans le département des Pyrénées-Orientales, il est également connu pour avoir subi une banqueroute mémorable, entraînant avec lui plus de deux cents personnes. Cette faillite, perçue par les victimes comme étant la conséquence d'un complot juif, est l'une des causes de l'apparition de l'antisémitisme militant dans le département à la fin du XIXe siècle,.

## Biographie
Carrière
Adolphe Amouroux est le fils d'un notaire de Perpignan. Il épouse en 1857 Marie Massot, issue d'une famille d'imprimeurs. À 29 ans, il reprend l'étude de son père, puis est élu conseiller municipal de Perpignan de tendance conservatrice. Il devient un des meneurs du mouvement royaliste et le rédacteur en chef de la revue Roussillon au début des années 1870. Après la Crise du 16 mai 1877, il est nommé parmi les personnes destinées à gérer Perpignan à la place du conseil municipal précédemment élu, qui a été révoqué.
Ayant massivement investi son argent dans l'Union générale, banque catholique qui fait faillite en 1882, il fait également faillite, son étude de notaire devant être fermée. Il quitte la France dès juin 1882, est condamné en 1884, par contumace, à 10 ans de réclusion criminelle : les notaires ayant fonction de banquier à cette époque, sa faillite a entraîné celle de nombreuses victimes et mis en difficulté des personnalités du département, parmi lesquelles Charles de Lazerme ou Pierre Bardou-Job. Exilé au Guatemala sous un faux nom, Albert Arnaud, il y meurt en 1886,,.
Famille
Adolphe Amouroux épouse Marie Massot-Reynier le 16 juin 1857, avec qui il aura trois enfants : Joseph (1858-1868), Thérèse (1861-1884) et Jacques (1865-1866).

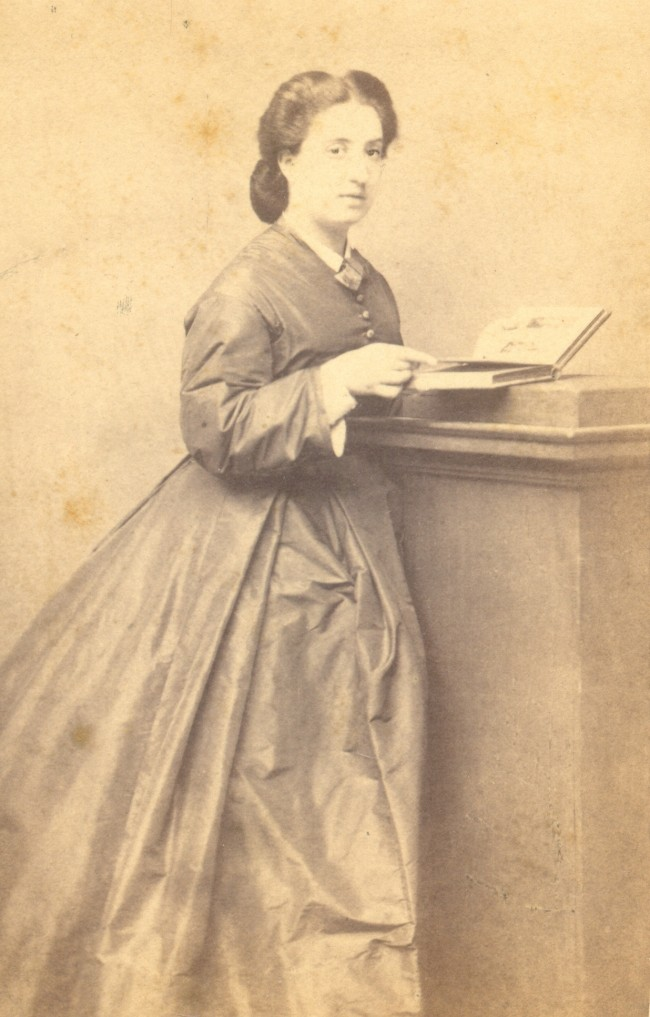
Marie Massot-Reynier, épouse d'Adolphe Amouroux

## Mandats
- 1865-1870 et 1877-1878 : Conseiller municipal à Perpignan